# Navidad Negra
Se denomina Navidad Negra o Noche de los Rifles a un episodio de la guerra de independencia de Colombia, durante la Campaña de Pasto, en que la ciudad de Pasto y sus habitantes recibieron represalias por permanecer fieles a los realistas; el mariscal Antonio José de Sucre tenía instrucciones directas de Simón Bolívar de arremeter contra la población civil sin consideración alguna. Se ha identificado al Batallón Rifles de la Legión Británica, y al coronel Arthur Sandes, su comandante, como los causantes directos de los crímenes contra la población civil los días 24, 25 y 26 de diciembre de 1822. 

## Antecedentes
Aproximadamente la mitad de los habitantes de la provincia de Pasto eran indígenas, comunidad que vieron amenazados sus intereses por el ascenso criollo y su búsqueda por el fin de la autoridad del Rey y las leyes de indias de la corona española, las cuales protegían sus tradiciones y propiedad de tierras en la Sociedad política indiana. Según la Revista Credencial en la Historia.

En la región andina, cuya población indígena era mucho más numerosa, la mayoría de los pueblos de indios se declararon adictos a la causa del rey. Particularmente fieles a la monarquía se manifestaron la mayoría de los pueblos indios de las extensas provincias de Tunja y Cundinamarca. Incluso en Antioquia, varias comunidades expresaron su disposición a servir al rey con abastos, animales y hombres. Pero sin duda fue Pasto el distrito colonial más fiel a la monarquía. Desde 1809 y hasta 1823 los pastusos, con el apoyo entusiasta de los 21 pueblos de indios que moraban alrededor de la ciudad, constituyeron el bastión realista más obstinado. En los primeros años de la lucha emancipadora, y en defensa del rey, se enfrentaron primero a los quiteños, luego a los caleños y poco después al ejército santafereño comandado por Antonio Nariño. Años más tarde lo harían con Simón Bolívar, durante la célebre Campaña del Sur. Y dando muestras de una lealtad y una capacidad de combate y resistencia a toda prueba, aun después de la caída de Guayaquil y Quito en manos de los ejércitos republicanos, en 1823 los pastusos, comandados por Agustín Agualongo, tuvieron los arrestos suficientes para encarar a Bolívar en Ibarra, y al coronel Tomás Cipriano de Mosquera en Barbacoas. Es decir, que cuando ya todo en Nuevo Reino de Granada y la Presidencia de Quito estaban en manos de los patriotas, en Pasto seguía tremolando la bandera española y el rey Fernando seguía siendo proclamado como “El Deseado”

A palabras de la escritora Lydia Inés Múñoz Cordero, el fenómeno del fidelismo en Pasto era total y absoluto por voluntad propia: "en San Juan de Pasto vivían satisfechos con el gobierno del rey y no existía la posibilidad de traicionar al rey, ya que Pasto había empeñado su palabra y le habían jurado fidelidad."

La movilidad social que daba la guerra, o la amenaza que significaba ese ascenso, fue un factor decisivo para volverse realista o patriota. La mitad de la provincia de Pasto eran indígenas, quienes veían amenazados sus intereses por el ascenso criollo y el fin de la autoridad del Rey y sus leyes, quienes protegían al indio de los abusos de los terratenientes españoles y criollos, tal como se verificó después
Felipe Arias Escobar (historiador)

Una vez comenzada la guerra de independencia, la ciudad de San Juan de Pasto se opuso a la república de las Provincias Unidas de la Nueva Granada en 1811. Luego, el ejército de Pasto ayudó a restaurar la soberanía de la Monarquía el 20 de mayo de 1812, por medio de milicias formadas por la población local, donde había muchos indígenas y negros, casi sin ayuda de la metrópoli peninsular (ocupada en combatir a Napoleón en la Guerra Peninsular). Aquella feroz resistencia generó mucha molestia en los gobernantes colombianos y surgieron algunas voces jacobinas que buscaban masacrar a la población como castigo.[cita requerida]
Siendo así, el nuevo gobierno republicano, de las Provincias Unidas de la Nueva Granada, quedó irritado por la resistencia de la ciudad, y tras ser notificados de la pérdida de esta localidad de vital importancia (puesto que era un punto estratégico para ingresar al Estado de Quito y enfrentarse al Ejército Real del Perú, Bolívar por ello veía a Pasto como la puerta del sur), decidieron enviar una carta en julio de 1812 (a través de la Gobernación de Popayán) al cabildo de Pasto, por el cual, con el tono muy amenazante de la misma, ya se daban signos de que el gobierno de la junta de Santa fe de Bogotá estaba dispuesto a dejar reducido a cenizas al estúpido e ingrato pueblo pastuso:

“La ruina de Pasto ha llegado y esa ciudad infame y criminal va a ser reducida a cenizas. No hay remedio: un pueblo estúpido, perjuro e ingrato que ha roto los pactos y convenciones políticas y que con la más negra perfidia ha cometido el horrible atentado de hacer prisionero al Presidente de este Gobierno, después que enjugó sus lágrimas y le levantó de la desgracia en los días de sus amarguras, debe ser, como el Pueblo Judío, entregado al saqueo y a las llamas. Tiemble, pues, la ingrata Pasto que ha hecho causa común con los asesinos y ladrones de Patía, y tiemblen esos hombres de escoria y de oprobio que se han erigido en cabezas de la insurrección de los pueblos. Una fuerza poderosa, terrible, destructora y hábilmente dirigida va a caer sobre esa ciudad inicua. Ella será víctima del furor de un Reino entero, puesto en la actitud de vengarse y aniquilarla. Las tropas belicosas de las provincias confederadas de la Nueva Granada reducirán a pavesas a Pasto y sólo podrá evitar su irremediable destrucción poniendo inmediatamente en libertad las personas del Presidente, oficiales y soldados, pérfidamente sorprendidos, y entregando todas las armas. Decídase, pues, ese Ayuntamiento: ésta es la primera y última intimidación que le hace este Gobierno, justamente irritado, de la Provincia de Popayán.”

Ante las constantes invasiones por el rechazo de la población a subordinarse a la junta revolucionaria, el 4 de abril de 1814, el ayuntamiento de Pasto hizo una declaración bien clara sobre sus razones: “Nosotros hemos vivido satisfechos y contentos con nuestras leyes, gobiernos, usos y costumbres. De fuera nos han venido las perturbaciones y los días de tribulación...”. Para definir el profundo Fideísmo en Pasto, el escritor Alfredo Cardona Tobón expuso:

“Los pastusos han sido pacíficos, creyentes y profundamente respetuosos de la autoridad y de las tradiciones, pero cuando se ha atentado contra sus principios no han dudado en tomar las armas para defenderlos. A principios del siglo XIX, Pasto estaba aislado de las corrientes de la ilustración, no le interesaba cambiar al rey y le aterrorizaban los librepensadores; sus reivindicaciones eran otras: una administración independiente de Quito y Popayán, el asiento de un obispado y el establecimiento de instituciones educativas para sus hijos. Por otro lado los indígenas veneraban al rey y a los dirigentes pastusos no les convenía un cambio que perjudicara sus intereses”.

Sin embargo, el día del 6 de abril de 1814 (un miércoles santo), poco después de que las tropas republicanas saquearan y fundieran los sacros bienes de las iglesias de Popayán, el general Antonio Nariño, ante la terquedad de los pastusos por no aceptar el nuevo orden político de la Revolución, respondió al ayuntamiento con una macabra amenaza en la que declaraba que, si la población no se anexaba al nuevo gobierno, Pasto iba a quedar destruida:

“por última vez digo a Usía muy Ilustre, que si se me hace un solo tiro, fiados en la indulgencia que he usado en todos los pueblos de mi tránsito, Pasto queda destruida hasta sus fundamentos…Es preciso que antes de romper el fuego, se decida abiertamente a hacer causa común con nosotros o a quedar destruida, y destruida de un modo que nunca jamás pueda volver a ser habitada…”

Tal oposición general de los pastusos a la independencia sería reconocida por caudillos del ejército patriota como Rafael Urdaneta.

“[entre los pastusos] no hay un hombre que no sea enemigo nuestro”
Rafael Urdaneta, 1814

Casi una década después, tras el colapso del Virreinato de Nueva Granada y el ingreso de tropas venezolanas en apoyo a los republicanos de Bogotá, se produjo la Batalla de Bomboná (o Batalla de Cariaco) el 7 de abril de 1822, a 50 km de Pasto. Las tropas realistas, lideradas por el coronel Basilio Modesto García, derrotaron al ejército dirigido por Simón Bolívar, a pesar de su inferioridad numérica y tecnológica. Sin embargo, por esta misma inferioridad, y tras saber de la derrota de los realistas quiteños en la Batalla de Pichincha, los dirigentes realistas consideraron que no era prudente seguir con su resistencia, pues estaban impedidos de obtener refuerzos humanos o económicos del Perú o España vía Quito (además de estar rodeados con tropas enemigas por el norte y sur). Así que, buscaron la capitulación de la localidad de Pasto. No obstante, la derrota sufrida por Simón Bolívar quedó grabada en su consciencia como una grave humillación a su ego, siendo indigno para él y su ambición de gloria el que lo vencieran unos milicianos indígenas con menor preparación e inferioridad numérica, al grado que los patriotas a su mando intentaron modificar el relato de la batalla, que quedó en tablas, para dejar como ganador indiscutible a Bolívar en lo que fue una Victoria pírrica. Aquella ira que acumulaban los patriotas, luego de años de derrotas (como en la Batalla de Genoy del 2 de febrero de 1821 contra el general Miguel Valdés), sería también adoptada por Bolívar en un deseo personal de revancha. Eso se revelaría en una carta del 29 de enero de 1822 en Popayán, donde Bolívar le anuncio a Santander la actitud guerrerista que iba a tomar contra Pasto, expresando que: “espero voy a dar un combate más aventurado que el de Boyacá, y voy a darlo de rabia y despecho, con ánimo de triunfar o de no volver". Llegando a adoptar un punto de vista donde el pueblo era retratado bajo el mito de un demonio pastuso asociado al demonio español, como si no poseyera cualidades comunes con los patriotas que le merezcan alguna redención.

“porque ha de saber Ud. que los pastusos [...] son los demonios más demonios que han salido de los infiernos [...] [N]o tienen paz con nadie y son peores que los españoles”
Simón Bolívar

Francisco de Paula Santander, en febrero de 1822 (10 meses antes de la Navidad Negra) intento convencer a Bolívar para que renuncie a tomar Pasto, por ser "el terror del ejercito" y el "sepulcro de los bravos", afirmándole que de mandar sus tropas a la región, serían “destruidos por los pueblos empecinados, un poco aguerridos y siempre, siempre victoriosos". Aquello registraría que en el imaginario colectivo del ejercito patriota, Pasto era visto como una población cerrada en su determinación de defender la causa realista y que era representado con la imagen del enemigo fiero y dispuesto a morir, lo cual era acompañado con el relatos de muertes atroces de la crueldad de gente "medio bárbara", vislumbrando la necesidad de tratarlos con crueldad para su sumisión, o no intentarlo por su fiereza.
Luego de acabar la Batalla de la Bombona (con mucha dificultades por la deserción de soldados caucanos reclutados a la fuerza, debido a que los pueblos del sur de Colombia no aceptaban las instituciones republicanas), Bolívar intento negociar con los jefes realistas (como Basilio Modesto García) con tal de lograr conquistar a la nobleza local para que se convenzan de las ventajas del triunfo liberal, para lograr evitar derramamientos de sangre si es que la población imitaba a la elite lugareña en su adhesión al proyecto republicano. Aun así, en sus cartas les habría confesado sus intenciones de autorizar crímenes de guerra contra la población civil si no se rendían sus autoridades, argumentando de que era necesario intimidar a un pueblo que les ha hecho la guerra por voluntad propia (no por forzamiento de los españoles, si no por un sincero deseo de colaboración con los Frailes en defensa del trono y el altar) y que tratar a Pasto como un criminal de guerra sería el medio más efectivo para lograr su sometimiento de los pastusos a la libertad y la independencia, a través del miedo, amenazando con torrentes de sangre si no aceptaban la paz deseada bajo las condiciones de Bolívar, bajo una lógica de "por las buenas o por las malas":

“Tengo la satisfacción de incluir a V. S. una nota original del señor secretario de Estado de Colombia, ciudadano Pedro Gual, por la cual se impondrá V. S. del estado favorable en que se halla el gobierno español con respecto a la paz con los pueblos independientes de América. Tenemos las más fundadas esperanzas por todos los antecedentes muchas comunicaciones oficiales de que el gobierno español ha reconocido ya en este momento la independencia y la soberanía del gobierno de Colombia; y sin duda habrán llegado ya los plenipotenciarios de España o algunos de los puertos de Colombia, dirigidos al sano objeto de concluir la paz. Yo creo que es una demencia cruel la continuación de las hostilidades por esa parte. Por la nuestra es una necesidad que no podemos evitar, porque la permanencia de nuestras tropas en es de recursos, no nos permiten quedar en la inacción a esperar una muerte inútil pero infalible. Así señor coronel, V. S. debe desechar todas las sugestiones de las personas mal aconsejadas que pretenden continuar esta lucha sanguinaria y feroz. Baste!, generosos nos mostramos con nuestros enemigos: tiempo es aún de evitar los torrentes de sangre que vamos a derramar, porque nuestro partido está tomado y no retrocederemos jamás los que siempre hemos sabido triunfar o perecer. Yo insto a V. S. todavía, señor coronel, a que oiga los acentos de la razón y de la justicia para que conjure la negra y terrible tempestad que va a descargarse sobre la infeliz Pasto; tempestad que arrojará más rayos, más fuegos y más estragos que todos los volcanes de los Andes, que con sus bocas infernales vomitan la muerte desde Pasto a Quito. Dios guarde a V. S. muchos años, Bolívar”
Carta de Simon Bolívar a Basilio García del 24 de Mayo de 1822

“Tenemos derecho a tratar al pueblo de Pasto como prisionero de guerra, porque todo él, sin excepción de persona, nos hace la guerra, y para confiscarles todos sus bienes como pertenecientes a enemigos; tenemos derecho, en fin, a tratar esa guarnición con el ultimo rigor de la guerra, y al pueblo, para confinarlo en prisiones estrechas como prisionero de guerra en las plazas fuertes marítimas. Si usted lo que desea es esa suerte a las tropas y pueblos de su mando, bien puede contar con ella, y si usted quiere evitar una catástrofe semejante, tiene que reconquistar a Colombia o someterse a la capitulación.”
Carta de Simón Bolívar a los jefes realistas de Pasto del 7 de Junio de 1822

El 8 de junio de 1822, con una hipócrita actitud pacifista, tras las previas amenazas a la población, Bolívar ingresó a Pasto, tras un acuerdo conciliador del 6 de junio (Capitulación de Berruecos) que permitía el tránsito de tropas patriotas de Pasto para ir a combatir a Quito y el reconocimiento pastuso de su integración a la Gran Colombia, a cambio del reconocimiento colombiano de sus privilegios y no realizar reclutamientos forzados a los pastusos, a su vez que hubo promesas de amnistías y respeto a los presos realistas y al clero. Todo ello sería logrado por medio de una negociación con las élites (como el obispo Jiménez de Padilla), mas no con sectores populares (quienes no fueron consultados en un Cabildo abierto), quienes se sintieron profundamente disgustados y vendidos (sin realizarse festejos con corridas de toros y espectáculos de pólvora como era la costumbre local, expresando tal frialdad su desacuerdo con las decisiones tomadas por las autoridades militares), así lo nombra Bolívar en una de sus cartas:
“… estos hombres son los más tenaces, más obstinados […] la voluntad del pueblo está contra nosotros, pues habiéndoles leído aquí mi terrible intimidación, exclamaban que primero pasarían sobre sus cadáveres, que los españoles los vendían y que preferían morir a ceder […] Al obispo le hicieron tiros porque aconsejaba la capitulación. El coronel García tuvo que largarse de la ciudad, huyendo de igual persecución. Nuestra división está aquí, y no hace una hora que me ha pedido de Colombia, por temor de los pastusos. Hasta los niños, con la mayor candidez, dicen que qué han de hacer, pero que ya son colombianitos. En este instante me lo está diciendo una niñita, pero con mucha gracia”.
Así, Bolívar, aunque en sintonía con la mentalidad patrimonialista de las elites coloniales (debido a su psicología de Mantuano) al lograr convencerlas con facilidad su rendición si daba garantías de protección a sus Fueros y Patrimonios económicos, caería en el error de suponer que, por la pre-eminencia social de sus aparentes nuevos aliados en la elite lugareña que había logrado avasallar, sería razón suficiente para lograr la adhesión de los sectores populares (comunidades indias y campesinas) al proyecto republicano y de estado-nación criollo, demostrándose entonces que no bastaba con seducir a los dirigentes de Pasto para lograr la rendición de los pastusos como población.
Por ende, se presentó una rebelión el 22 de octubre de 1822 por parte de restantes de tropas realistas, a cargo del general don Benito Remigio Boves y el caudillo Agustín Agualongo (sumándose otras figuras como Estanislao Merchancano, Francisco Ibarra y José Folleco) con apoyo de guerrillas fieles al rey e instituciones coloniales como el Protector de indios (a cargo de Ramón Medina), curas del pueblo como Manuel José Troyano, o Cacicazgos como el de Andrés Pianda (gobernador de Anganoy) y otros Señoríos indígenas de Ecuador con su red de jefaturas étnicas (aunque no pudiendo reactivar su alianza con los negros del Patía). El nuevo alzamiento fidelista de la ciudad, de carácter popular, junto a la devastación provocada al refugio patriota en Los Pastos, fue la excusa perfecta para planificar su venganza contra los pastusos y “Barrer de la faz de la tierra su raza infame”, así que Bolívar envió tropas a cargo del Mariscal Sucre y el general Obando para confrontar la situación. Si bien hubo algunos intentos de las elites locales por condenar la sublevación realista, como las Excomuniones del vicario de Pasto, Aurelio Rosero, al final no se pudo apaciguar el celo realista en la población local (agrediéndose a la casa del obispo), lo que sería una demostración que el alzamiento no fue producto de algún fanatismo religioso ni algún tipo manipulación clerical, ni de las clases altas, sobre la población pastusa. Posteriormente, Boves estableció una “contribución para el ejército real” el cual debía ser pagada por las clases altas de Pasto que hayan sido ricos felones “traidoras a la causa”, mientras suspendió el cobro del Tributo indígena, obteniendo el apoyo del campesinado indígena y beneficios políticos. Aunque también se presentaría saqueos y expropiaciones a las fincas y haciendas de las poblaciones vecinas que estén del lado independentista (como Los Pastos).
Las tropas patriotas al inicio fueron derrotadas en la primera batalla Cuchilla de Taindala en el Río Guáitara y se tuvieron que retirar a Túquerres, mientras los realistas se apoderaron de sus armas y vestimenta, así como consiguieron el apoyo de la región, que les donó reses, armas, dinero y jóvenes reclutas, teniendo el control durante los siguientes 3 meses. Pero finalmente los patriotas vencieron a los realistas en la segunda Cuchilla de Taindalá el 22 de diciembre y en el Guáitara el 23 de diciembre.

## Hechos ocurridos
Nada es comparable en la historia de América, con el vandalismo, la ruina y el escarnio de lo más respetable y sagrado de la vida del hombre, a que fue sometida la ciudad el 24 de Diciembre de 1822 por el batallón "Rifles", como represalia de Sucre por su derrota en Taindalá un mes antes, a manos del paisanaje pastuso armado de piedras, palos y escopetas de caza.
Ignacio Rodríguez Guerrero (historiador)

A pesar del vencimiento obtenido por tropas "patriotas", y el hecho de que toda la milicia realista se había dispersado hacia el Juanambú o al Amazonas (quedando solo la población civil ajena a los acontecimientos) había órdenes de Simón Bolívar que indicaban que la ciudad de Pasto fuera tomada por tropas comandadas a cargo de Antonio José de Sucre el 24 de diciembre de 1822 y tomar represalias contra su población. Además de las tropas de Sucre, estaban las del coronel masón, José María Vesga y Santofimio, el capitán alemán Felipe Braun, el irlandés Tomas Carlos Wright, el venezolano José Trinidad Morón, el colombiano Hermógenes Maza Loboguerrero y el inglés William Ferguson.
Según relataría Tomás Cipriano de Mosquera, los eventos de la Navidad Negra tendrían también una motivación psicológica para el Batallón Rifles, en el que buscaron soltar resentimientos acumulados, algunos muy recientes, como querer vengarse por las derrotas en la primera Batalla de Taindala:

El encono del batallón Rifles por el rechazo que sufrió en Taindala en el mes anterior, le hizo ser cruel y no dio cuartel, de lo que provino que murieran más de cuatrocientos hombres, mientras que los cuerpos del gobierno nacional solamente tuvieron seis muertos y cuarenta heridos. El general Sucre tuvo que restablecer la disciplina y sujetar al Rifles, poniéndose a la cabeza del batallón Bogotá. Este castigo cruel que sufrieron los pastusos produjo que la guerra durara dos años más
Tomas Cipriano de Mosquera

Bolívar en una carta a Santander, explico porque le dejó a Sucre la responsabilidad de la toma de Pasto, en vez de ir él personalmente a dirigir la represión contra los pastusos, alegando que no era conveniente para su imagen personal (ni tampoco quería opacar a Sucre de la gloria militar) y reconociendo que Sucre poseía cualidades para realizar con valor tales acciones crueles ya planificadas:

"Yo no he ido en persona a dirigir aquellas operaciones militares contra Pasto por no desairar al General Sucre, que no es digno de tal bochorno y es muy propio para mandar tropas en campaña por que tiene talento, juicio, celo y valor y yo la verdad no me creo con tantas cualidades"
Carta de Bolívar a Santander del 23 de diciembre de 1822, desde Ibarra camino a Pasto

Durante tres días los soldados patriotas del batallón Rifles (dirigidos por Arthur Sandes), de mala fama por sus atrocidades en la Toma de Tenerife (en el que, al mando de Hermógenes Maza, degollaron selectivamente y sin misericordia, aproximadamente a 200 personas) o en la Batalla de Guaranda, saquearon la ciudad, donde no solo fueron expoliados los edificios públicos, también los vecinos y las iglesias. También destruyeron archivos públicos, libros parroquiales, entre otras propiedades; además, asesinaron a más de 400 civiles hombres, mujeres, ancianos y niños, una cuarta parte de la población, en una orgía llena de muerte, destrucción y pillaje. 
"Noche mala en vez de Nochebuena, fue para la Pasto realista la del 24 de diciembre de 1822. Casa por casa la ciudad fue tomada por los patriotas. Los guerrilleros caían por docenas cada minuto", relata el proyecto Señal Memoria, de la red de medios públicos colombianos.

"Se vengaron implacablemente!, unos rendidos, otros heridos, todos fueron muertos. Familias enteras desaparecieron", [...] "Penetraron a caballo a la iglesia de San Francisco y ultimaron a todos los asilados, incluyendo mujeres y niños", (Tomado del relato de la serie "Colombia ayer, Colombia hoy", presentado en radio en 1970).
Llegarían a perderse en el proceso los archivos históricos de la ciudad, como relataría el historiador José Rafael Sañudo:

“[…] en horrible matanza que siguió, soldados y paisanos, hombres y mujeres, fueron promiscuamente sacrificados y se entregaron los republicanos a un saqueo por tres días, y a asesinatos de indefensos, robos y otros desmanes; hasta el extremo de destruir, como bárbaros al fin, los libros públicos y los archivos parroquiales, cegando así tan importantes fuentes históricas”

Ni siquiera los templos de Santiago, San Juan, San Andrés, Taminanguito y San Sebastián, llegaron a servir de protección para sus refugiados que esperaban que las tropas tengan algo de consideración por los recintos sagrados, los cuales se volvieron escenarios de crímenes horrorosos lleno de anticlericalismo. Ejemplo es el caso de un sacristán anciano (mayor de 80 años), quien fue obligado a poner su cabeza en la pila bautismal, donde Apolinar Morillo (futuro asesino de Sucre) le dio una muerte grotesca, al tirarle una mole de adobe, por el cual se mancho de sangre todo el templo. La caballería entonces ingreso, con total frialdad, para despojar de sus ornamentos, y otros tantos bienes de valor, a los sagrados y venerables iconos de las vírgenes y los santos.
También se relata que en la Plaza de Nariño, soldados ebrios y sinvergüenzas fueron a abusar sexualmente de las mujeres en plena calle. De acuerdo con las crónicas de la época, todas las mujeres, incluida las niñas y ancianas, fueron víctimas de abusos sexuales. Ni las monjas en los conventos estaban a salvo de aquella orgía libidinosa. Lo más horrible de todo fue que varios de los soldados procedían a degollar de maneras macabras a las indefensas mujeres tras satisfacer sus caprichos más hedonistas. Se relata que incluso empalaban a los bebes de las madres en las bayonetas para que dejen de llorar.
El mariscal Sucre en cartas a Bolívar, lejos de sentirse afectado por posibles remordimientos, llegó a resaltar el animo entre las tropas por los eventos, mencionando que estaba más preocupado por evitar deserciones que por intentar poner disciplina a la tropa:

"No he mandado aún ningún cuerpo en persecución del enemigo porque, aunque he enviado espías por todas partes, no sé aún dónde estén y sería molestar la tropa sin dirección ni objeto; porque la deserción de nuestra gente no la temo aún, pues está muy contenta y creo que poca deserción sufriremos"
Carta de Antonio José de Sucre a Simón Bolívar del 27 de diciembre de 1822

A su vez, Bolívar en sus cartas expresaba su responsabilidad total en los acontecimientos, mencionando con orgullo y satisfacción que muchos de esos acontecimientos fueron operaciones militares co-ordinadas entre su alto mando:

"Tengo la satisfacción de participar a ud. la destrucción completa de la facción de Pasto. El 23 del presente el señor general Sucre los batió desalojándolos sucesivamente de las inabordables posiciones que median entre el Guáitara y la parroquia de Yacuanquer. Desde el amanecer de aquel día hasta las seis de la tarde en que nuestras tropas ocuparon a Yacuanquer, duro combate. La operación fue tan bien acertada como audaz y felizmente ejecutada. El enemigo fue atacado de frente y de flanco y completamente envuelto."
Carta de Simón Bolívar al general Juan Paz del Castillo del 28 de diciembre de 1822

Respecto a los muertos, en las calles se acumuló una cantidad aproximada de 500 cadáveres, la mayoría teniendo el cuello cortado y otra clase de fracturas. A los pocos días, el olor pestilente de los muertos fue insoportable, ya que nadie se atrevía a sepultar los cadáveres (por miedo a poder convertirse en uno de ellos), pues que los soldados colombianos hacían lo que les daba la gana en el pueblo por no tener riesgo alguno de recibir represalias de las autoridades complacientes. Siendo sintetizado la descripción de ese escenario, por el doctor Roberto Botero Saldarriaga, de la siguiente manera:

"Al combate leal y en terreno abierto sucedió una espantosa carnicería: los soldados colombianos ensoberbecidos por la resistencia, degollaron indistintamente a los vencidos, hombres y mujeres, sobre aquellos mismos puntos que tras porfiada brega habían tomado. Al día siguiente, cuatrocientos cadáveres de los desgraciados pastusos, hombres y mujeres, abandonados en las calles y campos aledaños a la población, con los grandes ojos serenamente abiertos hacia el cielo, parecían escuchar absortos el Pax Ómnibus, que ese día del nacimiento de Jesús, entonaban los sacerdotes en los ritos de Navidad"
Roberto Botero Saldarriaga

Documentos locales de la época mencionaron lo siguiente sobre los hechos:

"Que el soldado brutal no perdonó en las 26 horas del desorden, ni templos, ni sacerdotes, ni la inocencia, estuprando multitud de niñas de 10 años para arriba, viudas, casadas y todo género de mujeres. Que pasaron a los pueblos e hicieron otro tanto con las indias, por lo los indios han abandonado sus hogares, y sean retirado a lo más espeso de las montañas."

José María Obando sintetizaría los hechos de la siguiente manera:

[L]as  puertas  de  los  domicilios  se  abrían  con  la  explosión  de  los  fusiles  para  matar al propietario, al padre, a la esposa, al hermano y hacerse dueño el brutal soldado de las propiedades, de las hijas, de las hermanas, de las esposas; hubo madre que en su despecho saliese a la calle llevando a su hija de la mano para entregada al soldado blanco, antes que otro negro dispusiese de su inocencia; los  templos  llenos  de  depósitos  y  de  refugiadas,  fueron  también  asaltados  y  saqueados; la decencia se resiste a referir por menor tantos actos de inmoralidad ejecutados en un pueblo entero que de boca en boca ha trasmitido sus quejas a la posteridad
José María Obando

## Consecuencias
Nueve días después, el 2 de enero de 1823 Bolívar entra a Pasto, ahora con una actitud más desafiante, y queriendo restregar su victoria a los sobrevivientes, convocó a la población de Pasto a que vayan a jurar la nueva constitución de la República de Colombia. Sin embargo, aquello fue el pretexto para una coartada tramposa con el que buscaba castigar a la población, puesto que se realizó apresamiento masivo. Siendo así, reclutó 1300 pastusos contra su voluntad para que participen en las Campañas del Sur, un millar de ex-realistas sería enviado a Perú, mientras otros 300 serían trasladados a Quito y Guayaquil. Muchos fallecieron en el trayecto, o como represalia por intentar amotinarse, mayormente en los buques. También se ejecutó sumariamente a varios prisioneros y líderes rebeldes. Finalmente, Bolívar dio un decreto arbitrario sobre confiscación de bienes, además de imponer una contribución de 30 000 pesos, además de ganado para el ejército y 2500 caballos para los jinetes. También se utilizó el llamado “matrimonio cívico” consistente en lanzar parejas de indios a las aguas del Guáitara así ahorraban municiones.
Los bienes y propiedades de los Pastusos que habían sido expropiados en las confiscaciones, terminaron siendo distribuidas entre los militares de la Gran Colombia, todo bajo órdenes de Bolívar y la complicidad de las nuevas autoridades republicanas. Cuando Bolívar entró a Pasto el 2 de enero de 1823, ordenó decomisar todos los bienes de valor (especialmente se confiscó el ganado) e imponer cargas impositivas muy altas, por el que la ciudad quedó desértica y con sus campos destruidos, mientras la población local fue reclutada forzosamente para ser forzados a participar en la Guerra de Independencia del Perú. A finales de enero, Bolívar logró recolectar 11.620 pesos de la contribución forzosa de 30.000 que fue mandada por Bolívar entre 1.500 y 2.000 caballos y cerca de 3.000 cabezas de ganado, y había deportado a otros 1.000 pastusos.
También se tomaron medidas de carácter legal para perjudicar la integridad económica y las identidad comunales, como ordenarse la disolución de los resguardos, así como suprimir los conventos menores.
Daniel O´Leary quien era secretario privado de Bolívar, en manera muy general a lo ocurrido el 20 de enero de 1823 en sus escritos llamó a esa fecha como el “Día de la Jura”, cuando de manera engañosa el general Salom fingiendo compasión por los vencidos los convocó a reunirse en la plaza de la ciudad, a jurar fidelidad a la constitución, pero su verdadera intención era reclutar gente joven a la fuerza y enviarla a pelear al Perú.

En carta escrita por Bolívar al general Santander fechada el 30 de enero de 1823, se encontró el siguiente texto:
«El famoso Pasto, que suponíamos tan abundante de medios, no tenía nada que valiera un comino; ya está aniquilado sin mucho empeño».
Aparte de las terribles perdidas humanas y económicas que rodearon el vil ataque a Pasto por parte de las tropas revolucionarias, la ciudad terminó con un irreparable daño cultural, donde los documentos quemados por los colombianos generaron la pérdida de gran parte la memoria histórica de esta región, por lo menos unos 3 siglos de archivos, que perecieron en las hogueras de la violencia y la barbarie, como lo dice el historiador y filósofo pastuso, José Rafael Sañudo:

«Se entregaron los republicanos a un saqueo por tres días, y asesinatos de indefensos, robos y otros desmanes hasta el extremo de destruir, como bárbaros al fin, los archivos públicos y los libros parroquiales, cegando así tan importantes fuentes históricas. La matanza de hombres, mujeres y niños se hizo aunque se acogían a las iglesias y las calles quedaron cubiertas con los cadáveres de los habitantes, de modo que “el tiempo de los Rifles”, es frase que ha quedado en Pasto para significar una cruenta catástrofe».

Finalmente, el desastroso comportamiento de las tropas patriotas, junto a la abominable conducta de los oficiales republicanos durante la toma de Pasto, generó reacciones de completa aversión a la república y a los colombianos (siendo la gota que derramo el vaso la traicionera encerrona que se hizo con la excusa de la jura a la Constitución de Colombia). En todos los sectores, etnias y clases de la sociedad pastusa se esfumo por completo cualquier posibilidad de considerarle algo de simpatía a la causa bolivariana. Si bien pudieron haberse acobardado algunos grupos de personas (sobre todo los que tuvieran algo que perder, como los hacendados), también se intensificó un sentimiento popular de desprecio hacia la República de Colombia y sus sostenedores y propagandistas. Lo que generó múltiples ganas de rebelarse contra un régimen que llegó a atentar de modo flagrante contra sus condiciones materiales y simbólicas de vida, sin ofrecer algo a cambio por los perjuicios a su modus vivendi tradicional, excepto la promesa de una dudosa igualdad ciudadana que no sale de lo abstracto. Mientras que ciertos sectores de las élites, aunque igualmente frustrados y maltratados por la república y su ejército invasor, percibieron en cambio que era más ventajoso conciliarse con el nuevo régimen que mantener una lucha altamente costosa y que estaba presentando menores posibilidades de triunfo, además de considerar imprudente el querer seguir provocando, en vez de negociar por su seguridad, contra un enemigo que se había vuelto virtualmente más poderoso, ya no pudiendo seguir apoyando a sus mejores aliados en las luchas anteriores (los indios y las comunidades campesinas).

## La agresión de líderes militares patriotas contra Pasto hasta 1826
El historiador pastuso, Emiliano Díaz del Castillo, cuenta que se siguieron dando hechos muy oscuros tras la navidad trágica, por ejemplo: El lanzamiento de unas 14 mujeres pastusas (quienes eran esposas de líderes prominentes de la ciudad) y algunos indios, desde el Puente de Tacuaya al río Guaítara, durante el 23 de enero de 1823 por parte del coronel venezolano, José de la Cruz Paredes. En una carta de Salom a Bolívar, Salom admite que hubo órdenes secretas de Bolívar para matar a los pastusos y otras instrucciones para acabar con la población.

"Hemos cogido prisioneros muchachos de nueve y diez años. Este exceso de obcecación ha nacido de que saben ya (los pastusos) el modo con que los tratamos en Ibarra (se refiere a la batalla); sorprendieron una contestación del señor comandante Aguirre sobre la remisión de esposas que yo le pedía para mandar a asegurar a los que se me presentaran según instrucciones de su Excelencia, y sacaron del Guáytara los cadáveres de dos pastusos, que con ocho más entregué al comandante Paredes con la orden verbal de que los matara secretamente. De aquí es que han despreciado insolentemente las ventajosas proposiciones que les he hecho, y no me han valido todos los medios de suavidad e indulgencia que he puesto en práctica para reducirlos. Están persuadidos que les hacemos la guerra a muerte, y nada nos creen"
Carta de Bartolomé Salom a Bolívar del 25 de septiembre de 1823

Otro ejemplo es el exilio, a la ciudad peruana de Piura, de varias mujeres pastusas, y sus hijos, que intentaban defender al pueblo contra las agresiones del ejército bolivariano a los sobrevivientes de la masacre. Esto se debió a que Bolívar había decidido expulsar a la mayoría de sus habitantes y dispersarlos hacia otros pueblos (300 personas serían exiliados a Quito y Guayaquil), mientras a su vez hacía reclutamientos forzados (1000 personas fueron enviadas hacia el Perú), todo con tal de destruir Pasto como localidad, siendo así que hasta intelectuales grancolombianos como José Manuel Restrepo Vélez vieron la exterminación de los pastusos como única solución posible, sugiriendo "variar" a la población aprovechando su escasez de población masculina. Se registraron anécdotas de que varios pastusos preferían lanzarse hacia los precipicios que reconocer a Bolívar como su líder.

"Salom cumplió su cometido de una manera que le honra tan poco a él como al gobierno, aun tratándose de hombres que desconocían las más triviales reglan del honor. Fingiendo compasión por la suerte de los vencidos pastusos, publicó un bando convocándolos a reunirse en la plaza pública de la ciudad, a jurar fidelidad a la Constitución y a recibir seguridades y protección del gobierno, en lo sucesivo. El buen nombre de Salom y la reputación que se había granjeado inspiraron confianza a aquellos habitantes y centenares de ellos, en obediencia al llamamiento, o tal vez por temor de mayor castigo, acudieron al lugar señalado, en donde se les leyó la ley en que estaban consignados los deberes del magistrado y los derechos del ciudadano. Según ella, la propiedad y personas, tenían amplias garantías y la responsabilidad de los magistrados se hallaba claramente definida. Leyóse la ley, como ya dije, en presencia de todos los concurrentes, y como prueba de buena fe del gobierno, se repartieron sendas cédulas de garantía. Pero violando lo pactado, situó en la plaza un piquete de soldados que redujo a prisión cerca de mil pastusos, que en seguida fueron enviados a Quito. Muchos de estos perecieron en el transito, resistiendo a probar alimentos y protestando en términos inequívocos su odio a las leyes y al nombre de Colombia. Muchos al llegar a Guayaquil pusieron fin a su existencia, arrojándose al río; otros se amotinaron en las embarcaciones en que se les conducía al Perú y sufrieron la pena capital, impuesta por la ordenanza en castigo de su insubordinación."
Daniel Florencio O’Leary, refiriéndose a las órdenes impartidas por Bolívar al general Bartolome Salón

También se dio el fusilamiento de dos curas realistas, sin haberse realizado el debido juicio, así como transgredir todas las normas canónicas.

A inicios de 1824 en la región de Pasto ya muy devastada, se levantaron las guerrillas y las comunicaciones entre Popayán y Quito se cortaron. El comandante Juan Barreda dio las siguientes instrucciones a Jesús Barreto para atender la situación:
"desde Pastos adelante, cuanto hombre se encuentre, y más si son indios e indias, deben ser sacrificados a la veganza de nuestras armas, pues he experimentado que todos son nuestros crueles enemigos, y de ello a nuestra vista impondré a V. S. Esto mismo tengo hecho presente a nuestro benemérito señor general Salom. Nuestros infieles prisioneros fueron víctimas de los bárbaros, por lo que no se debe dar cuartel a ninguno, aunque no se hallen con las armas en la mano. Todo debe ser secuestrado sin oír reclamaciones pues todos son unos alzados canallas que nos han hecho la guerra más cruel".
En cuanto al trato a los Prisioneros de guerra, O'Leary relato lo siguiente:

Los prisioneros fueron a veces atados de dos en dos, espalda con espalda y arrojados desde las altas cimas que domina el Guáitara, sobre las escarpadas rocas que impiden el libre curso de su torrente, perdiéndose sin eco entre los horribles vivas de los inhumanos sacrificadores y el ronco estrépito de las aguas, los gritos desesperados de las víctimas. Estos atroces asesinatos, en el lenguaje de moda entonces, fueron llamados matrimonios, como para aumentar la tortura de aquellos infelices, tornándoles cruel el de suyo grato recuerdo de los lazos que los ligaron a la sociedad en los días de su dicha. Declaraciones de sus mismos verdugos han descorrido el velo que debería siempre ocultar estas crueldades inauditas
Daniel Florencio O'Leary

Entre textos de Bolívar respecto a como continuar el trato de la situación en Pasto, pasado un tiempo de lo corrido en 1822, aún se continuaron encontrando palabras como:

"La infame Pasto ha vuelto a levantar su odiosa cabeza de sedición, pero esta cabeza quedará cortada para siempre […] Esta vez será la última de la vida de Pasto: desaparecerá del catálogo de los pueblos si sus viles moradores no rinden sus armas a Colombia antes de disparar un tiro"
Simon Bolívar, 28 de junio de 1823

“Logramos, en fin, destruir a los pastusos. No sé si me equivoco como he equivocado otras veces con esos malditos hombres, pero me parece que por ahora no levantaran más su cabeza los muertos... Yo he dictado medidas terribles contra ese infame pueblo y Ud., tendrá una copia para el ministerio, de las instrucciones dadas al general Salom. Pasto es la puerta del Sur, y si no la tenemos expedita, estamos siempre cortados; por consiguiente, es de necesidad que no haya un solo enemigo nuestro en esa garganta. Las mujeres mismas son peligrosísimas. Lo peor de todo, es que cinco pueblos de los Pastos son igualmente enemigos, y algunos de Patía también lo son. Quiere decir esto que tenemos un cuerpo de más de 3.000 almas contra nosotros, pero una alma de acero que no plega por nada. Desde la conquista acá, ningún pueblo se ha mostrado más tenaz que ese. Acuérdese usted de lo que dije sobre la capitulación de Pasto, porque desde entonces conocí la importancia de ganar esos malvados. Ya está visto que no se pueden ganar, y por lo mismo es preciso destruirlos hasta en sus elementos”, (Carta de Simón Bolívar al general Francisco de Paula Santander, Quito, 21 de julio de 1823).
Para el año de 1825, desde Bolivia, Simón Bolívar siguió dando órdenes para continuar el castigo contra la gente de Pasto, expresando una voluntad total de realizar sufrimiento al enemigo:
“Los pastusos deben ser aniquilados, y sus mujeres e hijos transportados a otra parte, dando aquel país una colonia militar. De otro modo, Colombia se acordará de los pastusos cuando haya el menor alboroto o embarazo, aun cuando sea de aquí a cien años, porque jamás se olvidarán de nuestros estragos, aunque demasiados merecidos ” (Carta de Simón Bolívar a Francisco de Paula Santander, Potosí, 21 de octubre de 1825).
A pesar de que la intención fuera pacificar Pasto, bajo el gobierno de Flores, los abusos y fusilamientos, los reclutamientos se convirtieron en un acto cotidiano con esto se mantuvo la provincia alterada hasta 1826, con la llegada del general José María Obando, quien se hizo cargo de Pasto, es que se pudieron dar más garantías a la vida de los pobladores en la región. Obando en sus "Apuntamientos para la Historia" llegó a revelar que descubrió que los generales de Bolívar habían desarrollado métodos bien sádicos para que las muertes fueran lentas, dolorosas y tormentosas:

El coronel Eusebio Borrero, que se hallaba con el general Salóm en Pasto, tuvo el honor de ser preferido para autorizar el sacrificio de 28 víctimas; pero habría sido mucha condescendencia sacrificarlas por los medios conocidos, y de un solo golpe, y se inventó un género de muerte que no tuviese estos defectos. Amarrados espalda con espalda, apenas le era permitido escoger el compañero con que cada uno debía ser sacrificado: catorce matrimonios cívicos fueron precipitados vivos uno en uno desde lo alto del puente hasta los hondos abismos del Guáitara, haciendo penar a los últimos con el espectáculo sucesivo de los primeros. Recuerdo dice (Obando) entre estas víctimas a los respetables vecinos Matías Ramos y don Pedro María Villota, hombres del todo inocentes y pacíficos…
Jose Maria Obando

De los aproximadamente 12000 a 8000 habitantes que había en Pasto, terminaron quedando aproximadamente 3000 a 1900 personas, siendo el resto asesinada por muertes extrajudiciales, exiliada y deportada a otros pueblos andinos en Ecuador y Perú, u obligadas a participar, contra su voluntad, en el resto de campañas de Bolívar en otras partes de Sudamérica:
Todas las postrimerías del evento son sintetizadas por el historiador ecuatoriano, Roberto Morales Almeida:

En la historia tremenda de la independencia de América no hay hechos de mayor crueldad que los que se ejecutaron contra los vencidos pastusos: destierros en masa al Perú, a Guayaquil, a Cuenca; contribuciones forzosas, confinio de mujeres, requisa de caballos, ejecuciones secretas, lanzando a los abismos del Guáitara amarrados por parejas las víctimas, despojos de bienes, redadas de hombres para forma r batallones. Y en esas bárbaras represiones tuvieron que soportarlas todos: los hombres del pueblo y los nobles, los clérigos y los labriegos, los indios los mestizos y los blancos. Los tiempos heroicos de Pasto están floridos de episodios de singular grandeza de ánimo, cualquier ellos es sugestiónante y revelador del carácter del pueblo pastuso
Roberto Morales Almeida

## Instrucciones militares después a la masacre
La violencia ejercida por las tropas del Mariscal Sucre, los decretos dictados por Bolívar, las órdenes asumidas por parte de los generales Bartolomé Salom y Juan José Flores, incluyeron represiones, fusilamientos, asesinatos y conscripciones forzosas, así como destrucción de cultivos y robo de ganados, caballos y alimentos, entre otras odiosas acciones de las fuerzas republicanas. Todo ello se convirtió en factores que produjeron el surgimiento de una fuerza Reaccionaria, aún mayor y generalizada, que fue encabezada por líderes como Agustín Agualongo (general indo-mestizo que mantenía estrechos vínculos con los dirigentes étnicos de la región), quien en poco tiempo logró reunir un nuevo ejército compuesto de indígenas y negros (además de restituir la alianza con los Patíos), quienes previamente habían logrado escapar de la Masacre al refugiarse en los campos, montañas, bosques y pueblos alrededor de la ciudad de Pasto. Así, asestaron un duro golpe al ejército patriota y se hizo huir a Flores con destino a Popayán, aunque previamente ordenaría castigos severos como fusilar a 23 facciosos capturados junto a un mandato de incendiar las barracas en donde se refugiaban, pero quedándose impotente al presenciar como la situación se salía de control.

“la opinión de las gentes estúpidas de los campos nos era contraria: y yo no había tenido aún tiempo de trabajar en variarla, como lo había hecho con tan buen suceso en la ciudad”
Juan José Flores

Además, se había logrado formar un cuerpo de milicias, integrado por miembros prominentes de la elite local de Pasto, para ayudar a los bolivarianos para perseguir a la guerrilla (acusándoles de bandoleros). Siendo así, que a pesar de todas las represalias de la Navidad Negra para intimidar a la población, Agustín Agualongo y Estanislao Mercháncano iniciarían otro levantamiento realista a mediados de 1823, bajo la siguiente proclamación:

"Armaos de una santa intrepidez para defender nuestra santa causa, y consolaos con que el cielo será de nuestra parte; los soldados antes adictos al bárbaro y maldito sistema de Colombia, se hallan dispuestos a defender los derechos del rey con vigor y el más vivo entusiasmo. Así, crezca en nosotros el valor, la fuerza y la intrepidez a la defensa, para que nuestra religión y quietud, vivamos felices en nuestro suelo bajo la benigna dominación del más piadoso y religioso rey don Fernando Séptimo."
Proclama de Agualongo y Merchancano a los habitantes de Pasto del 13 de junio de 1823.

Terminarían ocupando Pasto con un ejército de entre 2 a 3 mil hombres y marchando hacia Ibarra exitosamente para el 12 de julio de 1823. Participaron varias figuras reconocidas entre los pastusos, como Juan José Polo, José Cánchala, José Calzón, Jerónimo Toro, Francisco Angulo, Ramón Astorquiza, Joaquín Enríquez, Nicolás Chaves, Tomás Miguel Santacruz, Manuel Pérez, etc en donde la guerra ya no sería solo por defensa del rey, sino también de defensa de sus vidas y propiedades comunales frente a un invasor, así como para vengar a los fallecidos en la Navidad Negra en una guerra de supervivencia de sus tradiciones y formas de vida. Generándose un cambio entre la acción política subordinada del campesinado hacia las autoridades españolas, a una actuación más autónoma de completo liderazgo campesino. La actitud de la rebelión, a palabras del historiador ecuatoriano Óscar Efrén Reyes, se había vuelto no solo monárquica, si no patriótica para los pastusos:

"Hubo momentos en esa campaña contra los rebeldes en Pasto, que ya no eran los simples defensores de la monarquía española, sino como los heroicos defensores de sus vidas y haciendas, y como los vengadores de la muerte cruel de sus madres, de sus padres, hijos y familiares"
Oscar Efrén Reyes

Bolívar al enterarse de la rebelión, hizo unas proclamas llenas de amargura con nuevas amenazas de que destruiría a la "odiosa" Pasto como pueblo y que sería borrada de la faz de la historia si no se rendían de inmediato:

"La infame Pasto ha vuelto a levantar su odioso cabeza de sedición, pero esta cabeza quedará cortada para siempre…Esta vez será la última de la vida de Pasto: Desaparecerá del catálogo de los pueblos si sus viles moradores no rinden sus armas a Colombia antes de disparar un tiro"
Proclama de Bolívar a los quiteños del 28 de junio de 1823

Finalmente Bolívar regreso y derrotó a Agualongo el 17 de julio de 1823 en Ibarra, posteriormente a ese evento Bolívar dictó instrucciones a Bartolomé Salom:
“Marchará Usted. A pacificar la Provincia de Pasto. Destruirá Usted. a todos los bandidos que se han levantado contra la República. Mandará Usted. partidas en todas direcciones, a destruir a esos facciosos. Las familias de todos ellos vendrán a Quito, para destinarlas a Guayaquil. Los hombres que no se presenten para ser expulsados del territorio serán fusilados. los que se presenten para ser expulsados del país y mandados a Guayaquil. No quedarán en Pasto más que las familias mártires por la libertad. Se ofrecerá el territorio a las familias patriotas que lo quieran habitar. Las propiedades privadas de estos pueblos rebeldes, serían aplicadas a beneficio del ejército y del erario nacional. Llame Usted. al Coronel Flórez para que se haga cargo del gobierno de los Pastos, etc.”.
Así, Bartolomé Salom realizó una nueva deportación de otro millar de habitantes pastusos, aunque reconociendo que los castigos se estaban haciendo contraproducentes, porque no hacían más que fortalecer la terquedad de los pastusos para seguir resistiendo por la causa del rey y la fe católica. En el proceso sería asesinada, por un sablazo en la cabeza, Joaquina Enríquez (Ñora Joaquina), tía octogenaria del coronel realista Joaquín Enríquez. Posteriormente, el gobernador José Hilario López haría proclamas donde Pasto se consideraba excluida del derecho a ser parte de la nación colombiana por sus crímenes y barbarismo innato, anunciando una nueva ola de represión que debía ser igual de violenta que la anterior:

"[...] sola la rebelde Pasto por su barbarie nata y por su ignorancia puede haberse labrado el suplicio donde va a expiar sus horrendos y frecuentes crímenes que otras veces olvidaron generosamente los héroes de Colombia concediéndoles su indulgencia, creyendo a los pastusos nacionales y capaces de gratitud."
“Boletín nº 1º del Estado Mayor del Departamento del Cauca, Popayán, 25 de julio de 1823”

Finalmente, los generales José Mires y José María Córdova, derrotarían a las últimas partidas realistas en la Batalla de Tacines y la batalla de Alto de Cebollas, para que entraran a Pasto el 14 de diciembre de 1823. Pese a que Agualongo y compañía desocuparon Pasto, seguirían resistiendo por medio de guerrillas realistas desde las montañas, aunque nunca más teniendo la misma eficacia que en sus tiempos dorados. Atacarían Pasto el 3 de enero de 1824, pero resultando en fracaso, y la última vez que llegarían a avanzar sobre Pasto sería en mayo de 1824, pero se verían obligados a huir hacia Barbacoas, donde finalmente serían derrotados por Tomás Cipriano de Mosquera, haciendo que los últimos reductos realistas se escapen hacia Patía y terminen dispersándose, dejando de ser una amenaza para el ejército bolivariano. Aunque para mayo y octubre de 1825, la última partida realista irregular, liderada por el clérigo José Benavides y compuesta mayormente por indios y negros, sería aniquilada por Juan José Flores. Mientras que en junio de 1824, Agualongo sería capturado por una traición de Obando, a su vez que su compañero de armas, Mercháncano, sería asesinado en la cárcel (probablemente por órdenes de Flores, sin haber recibido algún juicio); a Agualongo se le ofreció el perdón bajo la condición de que jurara obediencia a la Constitución de la Gran Colombia, pero al declarar que nunca lo haría, fue condenado a muerte por fusilamiento.
Con respecto a la actitud tomada por Flores:

"se apoderó de Flores una especie monomanía homicida. Quitaba la vida a los vencidos, sin vacilaciones ni desmayos, paso a paso, con una sangre fría que desconcierta. Era salvaje que se echa fuera de su caverna, arrastrado por el instinto de conquista. Parece una de aquellas sangrientas figuras de la Convención de Francia, que Leonoitre ha destacado con pujante ironía"
Luis Martínez Delgado (historiador colombiano)

## Críticas y juicios de los contemporáneos
La Navidad Negra de Pasto fue una masacre y expolio de tal magnitud que muchos protagonistas de la gesta independentista, incluido el círculo personal de Bolívar, criticaron intensamente a Antonio José de Sucre por su tolerancia a tales atrocidades hacía una población ya derrotada, pues era muy evidente la violación a códigos éticos militares implícitos, del derecho de gentes, con respecto al trato a las poblaciones civiles y prisioneras de guerra por el ejército ocupante. El general José María Obando y el voluntario irlandés Daniel Florencio O'Leary dedicaron las siguientes palabras:

“No se sabe cómo pudo caber en un hombre tan moral, humano e ilustrado como el general Sucre la medida altamente impolítica y sobremanera cruel de entregar aquella ciudad a muchos días de saqueo, de asesinatos y de cuanta iniquidad es capaz la licencia armada; las puertas de los domicilios se abrían con la explosión de los fusiles para matar al propietario, al padre, a la esposa, al hermano y hacerse dueño el brutal soldado de las propiedades, de las hijas, de las hermanas, de las esposas; hubo madre que en su despecho salióse a la calle llevando a su hija de la mano para entregarla a un soldado blanco antes de que otro negro dispusiese de su inocencia; los templos llenos de depósitos y de refugiados fueron también asaltados y saqueados; la decencia se resiste a referir tantos actos de inmoralidad ejecutados contra un pueblo entero que de boca en boca ha transmitido sus quejas a la posteridad”
José María Obando

“La esforzada resistencia de los pastusos habría inmortalizado la causa más santa o más errónea, si no hubiera sido manchada por los más feroces hechos de sangrienta barbarie con que jamás se ha caracterizado la sociedad más inhumana; y en desdoro de las armas republicanas, fuerza es hacer constar que se ejercieron odiosas represalias, allí donde una generosa conmiseración por la humanidad habría sido, a no dudarlo, más prestigiosa que el ánimo de los rudos adversarios contra quienes luchaban para atraerlos a adoptar un sistema menos repugnante a la civilización. Prisioneros degollados a sangre fría, niños recién nacidos arrancados del pecho materno, la castidad virginal violada, los campos talados y habitaciones incendiadas, son los horrores que han manchado las páginas de la historia militar de las armas colombianas en la primera época de la guerra de la independencia; no menos que la de las campañas contra los pastusos pues algunos jefes empleados en la pacificación de éstos parecían haberse reservado la inhumana empresa de emular al mismo Boves (se refiere a José Tomas Boves) en terribles actos de sangrienta barbarie”
Daniel Florencio O'Leary

José María Córdova alarmado por este gravísimo error político e histórico lleno de una absurda violencia, que de hecho nunca debió ser permitida, le pidió a Sucre que cesara la matanza. Ante su fuerte insistencia, ordenó Sucre, al tercer día del genocidio, que este Coronel, con el cuerpo que comandaba, desarmara a los enloquecidos y borrachos soldados, en particular a los del “Rifles”, compuesto por venezolanos y mercenarios ingleses. También reforzaron las críticas el hecho de que aún estaba en vigor el Tratado de Armisticio y Regularización de la Guerra, firmado el 26 de noviembre de 1820, donde se estipulaba que los municipios que fuesen ocupados por tropas militares de Colombia tenían que ser (en teoría) bien tratados y respetados sus derechos. No estándose poniendo en práctica (al menos de iure) la controvertida estrategia de Guerra a muerte con su “institucionalización del terror” (que de facto se aplicó).
Francisco de Paula Santander, notando el estado conflictivo que se encontraba en Pasto, envió una carta a los jefes realistas con intención de lograr un entendimiento y buena diplomacia (aunque siendo una iniciativa muy tardía ante los sentimientos de ira, venganza y desconfianza entre los pastusos) en el que expresa un juicio crítico a las acciones tomadas por Bolívar, Sucre, Salom, Cruz Paredes, Flores, el Batallón Rifles, etc contra los pastusos, a los que consideraba necesario el otorgarles ciudadanía colombiana:

He llegado a entender que ustedes estaban dispuestos a renunciar a la locura desesperada en que se ha metido sin esperanza de suceso, y no pudieron avenirse con el general Salom por falta de ciertas garantías que ustedes solicitaban…La muerte de cualquier colombiano es para mí un suceso de dolor y de amargura, y mi corazón me dicta evitarla. Así, pues, yo dirijo a ustedes con mucho gusto una comisión autorizada ampliamente para que convenga con ustedes en el modo decoroso de restablecer la paz en ese territorio y ahorrarle los desastres que pudieran sobrevenirle. Hablen ustedes con confianza y libertad, explíquense claramente y de una vez, establezcamos la paz y la tranquilidad, o declárense los enemigos irreconciliables de Colombia
Carta a Francisco de Paula Santander a Agualongo y Merchancano, del 6 de noviembre de 1823, Santafé de Bogota

Agualongo no llegó a responder por estar viajando hacia la costa del Pacífico, mientras que la respuesta de Merchacano fue de total rechazo, lanzando graves críticas al gobierno colombiano por sus acciones en Pasto que han sido contrario a los valores de la Religión católica, negándose a negociar en el futuro con la Gran Colombia, a menos que sea con representantes del Rey de España y acorde a sus leyes:

La nota de V.S. nos hace ver los deseos o mejor dice seducciones que tiene de que Pasto, la invencible Pasto, se someta o sujete al infame gobierno de Colombia, más como ésta ha tomado la defensa de los principios de la religión, no entraré en otra negociación, no siendo en la de que Colombia rinda armas y vuelva al rebaño de donde se descarrió desgraciadamente, cual es la España y sus leyes; y de lo contrario tendrán sus hijos la gloria de morir por defender los sagrados derechos de la religión y la obediencia al rey, su señor natural, primero que obedecer a los lobos carniceros he irreligiosos de Colombia. Dios guarde a Usted muchos años. Tablón de los Gómez, diciembre 7 de 1823.
Respuesta de Estanislao Merchancano a Santander

Sin embargo, tiempo después, Santander, en carta a Bolívar se referiría a los pastusos con la misma sintonía despectiva que tenían el resto de figuras del estado colombiano, tratando de hacer la vista gorda frente a la crueldad desatada y que fue permitida por ambos líderes, lo que haría suponer que las anteriores declaraciones más indulgentes fueron maniobras políticas oportunista:

“Patía y Pasto son pueblos terribles. Saben hacer la guerra de partidas admirablemente. Voy a instruir que los principales cabecillas, ricos, nobles o plebeyos, sean ahorcados en Pasto (...) Nada sé de los pastusos; absolutamente he dejado a Córdoba que haga lo que quiera. A hombres tan perversos es menester enviarles un demonio sin instrucciones”
Carta de Santander a Bolívar de Diciembre de 1823

En cuanto a como fue tomada la situación por la población pastusa de tanta inquidad, el historiador ecuatoriano, Nicolás Augusto González menciona las siguientes emociones:

"había cólera justa, cólera santa, cólera incontenible, que estalla como un volcán, contra los autores de tantos crímenes horrendos, cuya memoria debería execrarse en América"
Nicolás Augusto González

Sin embargo, también se presentaron voces que intentaron minimizar, o incluso justificar con cinismo, los oscuros acontecimientos de la Navidad Negra. Por ejemplo, las opiniones de José Manuel Restrepo, donde acusa a los realistas de ser los responsables de la tragedia por hacer ofensivas en la zona de Los Pastos (controlada por patriotas), y que los castigos patriotas a los realistas en la devastación de Pasto fueron útiles para las necesidades de la guerra y una consecuencia lógica por la perfidia de los pastusos:

"La provincia de Los Pastos, un tradicional refugio de patriotas, fue devastada por los neo-realistas: todos los hombres útiles para las armas fueron reclutados, se recogieron cuantas armas se pudo conseguir y se extrajeron `más de tres mil reses de ganado vacuno, dos mil quinientos caballerías y otros varios efectos de valor que pasaron al lado septentrional del Guáitara`"
José Manuel Restrepo, 1827 (Historia de la revolución de la República de Colombia)

El mismo Simón Bolívar, en su Resumen sucinto de la vida del General Sucre, que escribió en 1825 para honrar al Mariscal tras la victoria de la Batalla de Ayacucho, dedicaría las siguientes palabras a los hechos sobre Pasto, donde acusa a sus ingratos y pérfidos habitantes de tener la responsabilidad total de lo acontecido en la respuesta de Sucre y sus batallones, quienes cumplieron su deber patrio contra enemigos de la causa americana, tratando de justificar las acciones del ejército venezolano con que esa no era la intención original tras haberse actuado con clemencia y magnanimidad ante las autoridades pastusas, glorificándose Bolívar a sí mismo como un líder muy generoso, pero siendo obligados a castigar a los pastusos con una violencia necesaria al no ver al Libertador como su amigo (tomando de ejemplo a otros pueblos vencidos tras la Batalla de Pichincha que se sometieron en el acto a la Libertad):

"La pertinaz ciudad de Pasto se sublevó poco después de la capitulación que le concedió el Libertador con una generosidad sin ejemplo en la guerra [...] Sin embargo, este pueblo ingrato y pérfido obligó al General Sucre a marchar contra él, a la cabeza de algunos batallones y escuadrones de la guardia colombiana.  Los abismos, los torrentes, los escarpados precipicios de Pasto fueron flanqueados por los invencibles soldados de Colombia. El General Sucre los guiaba y Pasto fue nuevamente reducida al deber."

Aquello llega a concluir que hubo un consenso mayoritario entre los líderes patriotas para justificar los excesos de la Campaña del Sur basándose en que la responsabilidad estuvo en la obstinación de la resistencia pastusa, sin mostrarse mayores remordimientos, e incluso considerando que fueron totalmente merecidos y necesarios.

## En la cultura popular
De esa nefasta Navidad de 1822 se han transmitido muchas historias, que aún se expresa en la memoria popular a 187 años después, pues este evento no ha perdido vigencia en Pasto.
Por ejemplo, se sabe que muchos pastusos, que eran dueños de grandes fortunas, trataron de esconder sus pertenencias de valor en patios y paredes, con la esperanza de volver algún día por ellas. Sin embargo muchos dueños terminaron siendo asesinados y llevándose a la tumba la ubicación de tales bienes de gran valor. Siendo así que una gran cantidad de tesoros, especialmente en monedas de oro, todavía esperan ser descubierto, por lo que suelen haber cazadores de tesoros ocasionalmente por la capital de Nariño. Aquellas búsquedas son reforzadas por el hecho de que numerosos entierros han sido descubiertos en viejas viviendas o en los patios de antiguas casonas coloniales, evidenciando que hay mucho aún por descubrir y desenterrar en la ciudad.
Tal fue la masacre, que la Calle del Colorado obtuvo su nombre para recordar la cantidad de sangre que allí fue derramada por las víctimas pastusas durante la Navidad Negra, pues la calle quedó "colorada en sangre". La masacre fue recordada en el Carnaval de Blancos y Negros con la carroza “El Colorado”, cuyo artesano, Carlos Ribert Insuasty, ha sido el ganador en las ediciones del 2015 y 2018. Para la ocasión, analistas pastusos como Fabio Arévalo Rosero dijeron:

“Es lo mejor que se ha presentado hasta hoy con respecto a nuestra identidad y no se trata de revanchismo sino de una oportunidad para revisar la historia de Colombia y de comprender que hay sesgos e intereses ocultos (...) [Bolívar] aplicó métodos contrarios a los derechos humanos que hoy habrían sido condenados por la Corte interamericana y los tribunales internacionales que los defienden”

La frase popular “el tiempo de los Rifles” es dicha por la población local para señalar que hay o se aproxima una cruenta catástrofe.
Los pastusos llegaron a desarrollar una tradición de grandes estudios sobre este hecho con una narrativa radicalmente diferente a la dominante de la mitología nacionalista colombiana, habiendo grandes referentes como José Rafael Sañudo, cuyo libro de 1925, Estudios sobre la vida de Bolívar, aún genera impacto en la consciencia de la comunidad literaria de Pasto (además de ser mal visto por historiadores oficialistas al mito bolivariano, como Julián Bastidas Urresty, Luis Eduardo Nieto Caballero, Germán Arciniegas, Sergio Elías Ortiz o Alberto Quijano Guerrero, quienes acusarían a Sañudo de ser un resentido obsesivo contra Bolívar que no entendía el contexto de la aparente normalidad de las guerras de exterminio). El escritor Evelio Rosero le rindió un homenaje a Sañudo en la novela, La carroza de Bolívar, premio nacional de novela 2014. Otros historiadores y escritores pastusos (mayormente del Centro de Historia de Pasto) que narran el evento han sido Enrique Herrera Enríquez, Alberto Montezuma Hurtado, Arístides Gutiérrez, Leopoldo López Álvarez, Manuel Dolores Chamorro, etc. Ejemplo de esta narrativa regional, y muy crítica a la imperante en el resto de Colombia, es la obra de Julio Cepeda Sarasty, cuyos textos realizan una compilación de los hechos que expresan el sentir de los pastusos en defensa de su memoria histórica contra la narrativa hegemónica bolivariana:

“El 24 de diciembre de 1822 el pueblo del sur fue invadido, pisoteado y abusado, la libertad se tiñó de sangre, se perfumó de muerte, se vistió de persecución, de masacres y sacrificios. Sobre el pie del Galeras, Bolívar bautizó con muertos las calles, con violaciones las iglesias, con represiones a la valentía; no dejó un sueño vivo porque sólo su sueño era posible, porque la independencia debía depender solamente de sus ideales.

El 23 y 24 de diciembre de 1822, después de rudo combate en el barrio Santiago de Pasto, en horrible matanza que siguió, soldados, hombres, mujeres, niños y ancianos fueron sacrificados y el ejército “libertador” inició un saqueo por tres días, asesinatos de indefensos, robos y otros desmanes; hasta el extremo de destruir, como bárbaros, los libros públicos y los archivos parroquiales, cegando así tan importantes fuentes históricas. No respetaron los templos donde el pueblo pastuso buscó protección.
Bolívar, quien nos llevó a la llamada libertad, el de la Navidad Negra, el de la temible espada, el del caballo blanco, el de uniforme rojo, el que llenó los ojos de los pastusos de dolor y de llanto, el que dejó cientos de niños huérfanos y una multitud de madres y viudas llorando a sus hombres inmolados. En defensa de sus creencias el pueblo pastuso no secundó la lucha por la independencia, no renunció a sus rancias convicciones por un hombre que los desterró y los humilló hasta la muerte.

El cruel Libertador, el que manchó de muerte las calles, el que nos liberó de la corona pero que nos manchó de miseria, dolor y llanto. La historia de esta patria en construcción nos cuenta que el Libertador asesinó y sacrificó a nuestra pueblo en nombre de la libertad y de la independencia; pero no olvidemos que dejó las huellas de su espada en nuestras gentes, que sometió y humilló nuestros ancestros, que pisoteó nuestro pueblo y que fue el autor de una macabra obra perenne en la memoria de nuestro pueblo”

El historiador Sergio Elías Ortiz también relata el juicio que se le tiene en Pasto a la persona de Sucre, como alguien que no fue inocente al accionar de su tropa:

“¿Permitió Sucre estas horribles matanzas y saqueos? [...] Quizá su autoridad no fue suficiente para contener la soldadesca, pero no hay constancia de que los hubiera llamado al orden, ni que hubiera impuesto las sanciones del caso”.

Mientras que el escritor Isidoro Medina Patiño, bogotano con profundas raíces en Pasto, en su obra Bolívar, genocida o genio bipolar, emite los siguientes juicios según la visión pastusa de Bolívar, visto como un desequilibrado mental por las acciones la Navidad Negra:

Pasto y sus moradores, por su acendrada defensa de la Monarquía Hispánica en América, se desencadenó en la Navidad de 1822, cuando las tropas separatistas, al mando de Antonio José de Sucre, se tomaron la ciudad y protagonizaron uno de los más horripilantes episodios de la Guerra de la Independencia. Fue una verdadera orgía de muerte y violencia desatada, en la que hombres, mujeres y niños fueron exterminados, en medio de los más incalificables abusos. Este hecho deshizo, sin duda alguna, la reputación de Sucre, quien de manera inexplicable permitió que la soldadesca se desbordara, sin ninguna clase de control.

Solo una mente bipolar desequilibrada pudo ordenar unas acciones tan terribles, en contra de un pueblo entero. Con este ataque del ejército patriota a la ciudad, Simón Bolívar demostró una vez más su odio visceral en contra del pueblo pastuso y como instrumento de su sangrienta venganza, utilizó a su paisano, el general Antonio José de Sucre, el oficial de sus mayores afectos, quien, de manera inexplicable, permitió a los soldados a su mando el perpetrar toda clase de iniquidades, como jamás se habían visto.
Isidoro Medina Patiño

Sin embargo, estas perspectivas historiográficas de pastusos revisionistas han llegado a recibir críticas arbitrarias, de parte de algunos medios de comunicación colombianos, en las que son ridiculizados como historiadores que cuentan los hechos sin objetividad ni veracidad, siendo acusados de tener una ausencia de rigor científico y que rozan entre el fanatismo y el chauvinismo para captar seguidores a través de polémica de revivir viejos odios y difamar al Libertador. Autores bolivarianos suelen apelar a que aparentemente la ciudad habría estado casi vacía cuando sucedió la barbarie (debido a que varios pastusos prefirieron trasladarse a las montañas), o que simplemente apelando a que "así son las guerras", para minimizar el hecho. Por el otro lado, también ha habido medios más críticos han afirmado que más bien, estarían reaccionando contra una narrativa historiográfica que se reduce a la perspectiva del centro del país colombiano, y que los historiadores oficialistas les cuesta desarrollar una narrativa que comprenda la diversidad del país y la razón de ser de que Pasto haya sido un bastión realista y con un tradicionalismo político contrario a los valores liberales de la ilustración que fueron predicados por la independencia, a su vez que hay una incomprensión sobre su desafío de Pasto y similares a las aspiraciones de poder de Bogotá y a la "causa americana" que entendía Simón Bolívar. Aquellas disputas y debates historiográficos han generado la cuestión de si el evento debe ser juzgado como unos excesos de crueldad por parte de los Libertadores que deslegitiman su causa política en la historia, o si son las consecuencias naturales de un acto de guerra como precio a pagar por el triunfo de los bienes de una revolución.
La autora pastusa Cecilia Caicedo Jurado, doctora de Filosofía, Letras y Filología en la Universidad Complutense de Madrid, en respuesta a historiografías que discriminan la perspectiva pastusa del evento, declararía que:

“Aquí somos españoles, herederos o de crianza de la Hispania que rige Don Fernando, aquí tenemos nuestras tierras, aquí tenemos nuestros indios que nos sirven y nos quieren, decimos “agua longo” y viene el mismo Agualongo con un vaso de agua cristalina, más pura y de mejor sabor que la que se da en la misma España. Nosotros defendemos nuestra agua, nuestros trigales, nuestro territorio y nuestra paz. No nos digan “pendejos” por defender lo nuestro”.

Por otro lado, una vez consolidado el gobierno republicano, se empezó una deliberada estigmatización contra los pastusos, pues las elites liberales consideraban que su convicción de los pastusos por la causa contrarrevolucionaria era un atentado contra la razón y un sin sentido lógico de un pueblo "incivilizado y fanático", lo que posteriormente se transformó en una caricaturización de los mismos y que continúa vigente en la sociedad colombiana con estereotipos discriminatorios de que son "brutos", "retrogradas" e "ignorantes", que no forman parte de la nación colombiana al ser indios más familiarizados con Ecuador y Perú. Durante las Guerras civiles de Colombia, varias veces se acusaba a los pastusos de ser un "pueblo fanático" en sus revueltas, y durante la muerte de Sucre en Berruecos, hubo voces que consideraban que líderes pastusos podrían haber tenido complicidad.
También la memoria de este evento, aunado a la indiferencia del centralismo bogotano en querer remediar los daños hasta el día de hoy, ha incrementado el regionalismo en Pasto e incluso incentivando algunos grupos nacionalistas de corte separatista, testificado en la frase de Gustavo Álvarez Gardeazábal:"Colombia perderá a Nariño como perdió a Panamá".
El infame hecho ha sido presentado en series de televisión de Revivamos nuestra historia (1979–1986), como: José María Córdova (1979), Bolívar el hombre de las dificultades (1981) y Mosquera y Obando, vidas encontradas (1982). Apareciendo en lo capítulos titulados respectivamente, como “El general de Brigada”, “Bomboná y  El Sol del Perú” y “La muerte abre caminos”. Siendo escenificados los caudillos realistas locales y el pueblo pastuso, aunque usualmente los primeros como adversarios de los protagonistas, y los segundos como atemorizados habitantes (la actriz Dora Cadavid, interpretando a una madre pastusa que llora a su hijo asesinado, se encarga de reflejar el dolor de los Pastusos en la segunda serie). El general Agustín Agualongo sería interpretado en las tres series por: Héctor Rivas, Jairo Soto y Edilberto Gómez; mientras que Antonio José de Sucre es interpretado, en la primera serie, por el actor Gabriel González (cuya voz narra los hechos de aquella tragedia); y el comandante Benito Boves es interpretado por Sebastián Ospina en la segunda serie.
A su vez, se ha notado que entre los pastusos hay un fenómeno cultural de "neo-realismo" o "agualonquismo", expresándose entre sus artistas e historiadores, aunque no llegando a ser un movimiento popular, pero si habiéndose extendido entre el ambiente educativo y familiar, con el respaldo de la Academia Nariñense de Historia o con personalidades como Evelio Rosero Diago o el político Antonio Navarro Wolff.  Encontrándose expresiones a través de obras de folclore o cultura pop, como: pinturas, videos, danzas, carrozas de carnaval, obras de teatro, manifestaciones de arte contemporáneo, páginas de Facebook e incluso tesis de diseño gráfico.
Durante el año 2010, se hizo famosa una pintada con la frase "Pastuso ASESINADO por: SIMON BOLÍVAR", que aparecía en varias calles y monumentos de la ciudad. Por otro lado, las autoridades colombianas (como la municipalidad de Pasto) quisieron restar importancia a la controversia que se desató por el mensaje antibolivariano de las pintadas, calificándolos como marginales y pidiendo a los pastusos que traten de ignorar la polémica.[cita requerida]
También en el año 2010 se anunció que desde el 15 de julio se celebraría el "Año de Agualongo" por el bicentenario del Grito de Independencia de Colombia. Haciéndose sesiones especiales de la Academia Nariñense de Historia, en el templo de San Juan Bautista, antigua catedral de Pasto, así como realizarse un misa campal en la Plaza Mayor (participando el clero diocesano y el Obispo de la diócesis de Pasto, Monseñor Julio Enrique Prado). También se hizo el traslado del cofre de madera con los restos mortales del héroe pastuso, Agustín Agualongo, desde la iglesia San Juan Bautista a la Plaza Mayor, de la mano del gobernador (Antonio Navarro Wolff) y el alcalde.
En el año 2012, la gobernación de Nariño, la alcaldía de Pasto, el área cultural del Banco de la República y la Facultad de Artes de la Universidad de Nariño, llegaron a reunirse en el Teatro Imperial para el lanzamiento de la novela, La carroza de Bolívar, con el objetivo de difundir el "agualonquismo" en el ámbito público, sin embargo, debido a una declaración del autor, Evelio José Rosero, diciendo que: “He venido a Pasto a demostrar que Bolívar era un hijueputa”, tuvo que ser despedido tras recibir una deslenguada.
En el año 2018, se dio una controversia debido a que el Centro de Pensamiento Libre y la Fundación Urcullaqta propusieron, ante las autoridades nacionales y regional, que se reconociera a la Navidad Negra como un hecho histórico necesario de ser conmemorado, además de pedir que se declare a la calle de El Colorado como patrimonio Cultural y realizar los primeros preparativos para lograr la conmemoración del evento, por motivo de sub bicentenario, para el año 2022; por el que se incluye la destinación de un presupuesto para poder convocar a artista regionales, además de la construcción de un monumento que conmemore a las víctimas de estos trágicos eventos y se los reivindique ante la historia nacional. Se dieron pronunciamientos por parte de la Asamblea Departamental de Nariño, el Congreso de la República, la Alcaldía Municipal de Pasto y el Concejo Municipal de Pasto, quienes manifestaron lo siguiente:

"En mi calidad de presidente del Concejo Municipal de Pasto, por medio del presente escrito me permito felicitar esta iniciativa orientada a fortalecer la dignificación de las personas víctimas de los hechos suscitados en nuestro municipio conocido como “Navidad Negra”, que exige espacios de sensibilización e interacción social, para asumir un verdadero compromiso de transformación y reconstrucción del tejido social"
Presidencia del Concejo Municipal de Pasto

"Desde esta dependencia se celebra que se propicien escenarios de conocimiento y diálogo ciudadano en torno a este importante hecho de la historia local, esto a través de un acercamiento a las distintas fuentes documentales y a las posibilidades que ofrece la revisión historiográfica del contexto; lo que permitirá una comprensión de la postura política, así como de la valentía de los pastusos del momento. Ejercicio propicio en el momento actual del país, en el que se hace urgente apostarle a la construcción de paz desde los territorios (...) La Dirección Administrativa de Cultura de Nariño con gusto atenderá sus dudas e inquietudes; como también se sumará a las iniciativas que propendan por el posicionamiento de la cultura como eje dinamizador del territorio (…)”.
Gloria Ximena Garzón Guerrero, directora de cultura de la Gobernación de Nariño

"por tratarse de un tema que requiere un concepto teórico histórico y científico, desde la Alcaldía de Pasto, se dirigió un oficio para que sea la Academia de Historia Nariñense quien otorgue dicho concepto de viabilidad, para que se pueda expedir un decreto o un proyecto de acuerdo para presentarlo en el concejo municipal en el que se conmemore los hechos acontecidos en el mes de diciembre de 1822, conocido como Navidad negra; Dependiendo del análisis de la academia de Historia y posterior expedición del Decreto o proyecto de acuerdo, se procederá a realizar la correspondiente apropiación presupuestal."
José Ismael Aguirre Oliva, secretario de Cultura del Municipio de Pasto

Además, para el año 2022, grupos de intelectuales nariñenses estuvieron proponiendo a las autoridades pastusas el que se de conmemoración del bicentenario de la Navidad negra con actos reivindicatorios y académicos sobre tal evento trascendente y adverso. Dichos intelectuales cruzaron la frontera con Ecuador y visitaron poblaciones vecinas en busca de descendientes de pastusos que fueron exiliados durante la guerra de independencia para recoger su testimonio con el fin de investigar las dimensiones sociales del hecho y sus repercusiones.
También se han dado críticas recientes, de parte de intelectuales nariñenses y la prensa pastusa (como Roberto José Segovia Benavides, Enrique Herrera Enríquez o el diario regional Página 10), contra los indignos homenajes que se le ha rendido a Bolívar y Sucre por parte de las autoridades regionales de Pasto, al erigirles estatuas y ofreciéndoles discursos para lisonjearlos. Dichos actos son considerados, por parte de estos críticos, como actos humillantes a la memoria regional, e incluso una "estupidez" con tal de satisfacer a los dirigentes «bolivarianos colombianos», ya sean nacionales como regionales. Debido a la oscura memoria del hecho, hay muchas pastusos, como el líder Pasto Roberto Segovia, que han solicitado que se eliminen las estatuas de Bolívar y compañía que estén presentes por toda la ciudad de Pasto:

"las estatuas de Bolívar deben ser eliminadas por todo el pueblo Pastuso y Nariñense, antes del 24 de diciembre de 2022. Cuando inicia el mes del terror Bolivariano, confiscación de las tierras, la Jura, el lanzamiento de los "matrimonios" al río Guáytara y el destierro de nuestras mujeres y niños al Ecuador y Perú".
Pasto Roberto Segovia

El impacto de este evento de la Navidad Negra ha hecho que muchos en Pasto reivindiquen su hispanidad y no se sientan avergonzados de haber defendido la causa realista, incluso en grupos de izquierda, como expresa el médico y escritor, Fabio Arévalo Rosero (simpatizante de ideas progresistas), al decir que: “Nariño era como una segunda España donde chapetones y criollos vivían en armonía. No existían siervos ni vasallos. Sólo una feliz convivencia”:
Incluso en grupos de aficionados al deporte, como páginas de Facebook reuniendo aficionados de la Asociación Deportivo Pasto, comparten el hecho por motivos tradicionales.
Algunas bandas musicales, como el grupo folk Bambarabanda, suelen apelar a Agualongo, y su resistencia a la injusticia sufrida en Pasto, como una figura inspiradora para sus mensajes con protesta social.
Además, se han emitido juicios de valor sobre este hecho histórico como un evento incluso más sangriento, en proporción, que varias de las masacre que se presentan en el Conflicto armado interno de Colombia contra las guerrillas, los paramilitares y el narcotráfico.
También se ha propuesto la canonización de los llamados "mártires de la Navidad Negra", siendo el padre Manuel Dolores Chamorro, y un grupo relevante de sacerdotes nariñenses, los que lideran con más firmeza esa causa, teniendo el patrocinio del Centro de Pensamiento Libre. Además, se han dado homenajes religiosos de parte de católicos tradicionalistas a los considerados "mártires pastusos", como las que han hecho carlistas de la Comunión Tradicionalista, o el publicado por el Círculo Quitense y el Círculo Hispanista de Pasto, para el 27 de diciembre de 2022, en la Iglesia Santiago Apóstol.
En el año 2023, se llegó a atentar contra la estatua de Antonio Nariño en Pasto, lo que provocó que se reunieran varios intelectuales colombianos en defensa del precursor de la Independencia de Colombia, donde se acusó a los responsables de estar guiados por odios abyectos y venganzas incomprensibles que generan un mal ejemplo a los pastusos, nariñenses y colombianos; viéndose en la obligación de desmentir recriminaciones y acusaciones contra su persona. En ello se llegaron a hacer juicios despectivos, donde Edgar Bastidas Urresty afirmaría que el realismo intransigente de Pasto es el causante de los perjuicios que ha tenido (como la Navidad Negra) por ir en contravía de la independencia y el movimiento histórico, donde algunos acusaron que por culpa de la traición a Nariño en Pasto es que se necesitó de la intervención de Bolívar, pero que si Nariño hubiera ganado, la independencia habría sido diferente y beneficiosa para los pastusos. También, Fidel Darío Martínez sería duro en criticar al agualonquismo pastuso, como un fenómeno que no es "producto de una autorreflexión, de un acto de autocomprensión histórica del pueblo pastuso, sino del celo a ultranza de la alpargatocracia hacendada que siempre temió al influjo libertario del ejercito republicano".
También en la intelectualidad nariñense contemporánea se ha buscado reaccionar contra los discursos preconcebidos de la historiografía oficial que se les ha querido imponer por parte de la educación nacional en Colombia, afirmando que la educación, impartida por la República de Colombia, ha tenido como objetivo el intento de minimizar los hechos ocurridos (sobre todo los referidos con la independencia hispanoamericana), apelando en los libros escolares a historiadores de Bogotá y Venezuela, con sesgos bolivarianos, que han generado desconocimiento a la historia local y regional en la cultura popular del resto de Colombia y los países bolviarianos. Escritores como Evelio Rosero denuncian la existencia de intentos del gobierno en censurar y desprestigiar la historiografía pastusa (sobre todo la obra de José Rafael Sañudo), por lo que este ha exigido un "compromiso moral y de justicia con el pueblo nariñense, que reclama que la historia vivida sea contada y reconocida, después de que, por décadas, se buscó borrarla y enterrarla para conservar la imagen pública que se quiso esculpir de El Libertador". Historiadores como José Manuel Restrepo o José María Espinosa serían referentes de ese discurso parcializado contra la memoria pastusa. Mientras que a Sañudo se le habría se le dieron calificativos de “pastuso retrógrado”, “teólogo hirsuto”, “vejete casuístico” e “hijo indigno de Colombia”, recibiendo mayormente descalificativos personales que alguna contestación a los hechos que presentó en su obra histórica. El historiador Ángel Rafael Lombardi Boscán, de la Universidad del Zulia, critica el hecho de que la nueva identidad nacional (construida en Colombia tras la independencia) tenga de base la «gloria» de Bolívar (y de sus lugartenientes como Sucre), así como que el Mito bolivariano tenga un dominio en toda Hispanoamérica, de tal modo que los libros de historias, que se escribieron de sucesos como la Navidad Negra, han sido siempre bajo el amparo de los intereses de las oligarquías hegemónicas bolivarianas del periodo republicano, los cuales son el poder oficial que controla el ámbito académico para exaltar el mito y leyenda dorada de los Libertadores, haciendo que se suprima y discrimine los relatos de autores críticos a este discurso narrativo de heroísmo inmaculado entre los líderes patriotas, dando la impresión de aparente consenso y unanimidad académica con respecto a la conveniencia de la Independencia y sus campañas militares, marginando la perspectiva pastusa por cuestionar la mitología patriótica. Generando que se de más ejercicios de apología/propaganda a las ideologías políticas dominantes del estado, que de querer una comprensión real y honesta del hecho histórico, queriendo evadir la realidad de que no todas las regiones y pueblos del Virreinato quisieron apoyar a los libertadores porque tenían razones válidas de sentirse a gusto con la Monarquía Hispánica.
Estudios sobre la historiografía del suceso de la Navidad Negra, como los del filósofo y sociólogo, Adolfo León González, han logrado demostrar que los historiadores hegemónicos de América Latina, a la hora de narrar este hecho, han querido evadir la intolerable estética de los crímenes de guerra perpetuados por el ejército libertador, porque han querido evitar que se tiñe de deliberada crueldad la mítica figura del Libertador, Simón Bolívar, cuya personalidad suele ser relatada como la de un referente moral y político para las naciones recientemente independizadas en el siglo XIX; aquello estaría motivado porque se presenta una imposibilidad para lograr narrar estos hechos de crueldad desnuda y transformarlos en violencia necesaria, e modo que no contradiga las ideologías del relato oficial de la historia de la independencia al no lograrse separar al amigo (americanos como los pastusos) del  enemigo (los españoles como realistas). Habiendo negaciones y omisiones deliberadas en la descripción de la "historiografía oficialista" sobre las Campañas del Sur en Pasto, provocándose una contradicción profunda entre el juicio ético y el juicio estético sobre la objetiva crueldad de la figura de Bolívar y compañía (como Sucre) en estos sucesos, provocándose un olvido, o simplificación deliberada de los sucesos en Pasto, en los libros de historia nacionales, como parte de un mecanismo para preservar su función política del mito del héroe, cuando esta versión ideológica y abstracta de Bolívar aparece en contradicción con su irrefutable voluntad, de Bolívar como persona concreta, de buscar sufrimiento al enemigo, siendo un hecho incompatible con la ética de la guerra que se predica del mito de Bolívar según el Tratado de Armisticio y Regularización de la Guerra con sus formas bélicas civilizadas sobre las formas bárbaras e inhumanas de la Guerra a muerte, puesto que en Pasto no se logró proteger a la población civil de “la guerra de exterminio”. A su vez, la  actitud pasiva e indiferente de Sucre, ante la orgía hecha por las tropas que lidereaba, contradice radicalmente la imagen épica que se le ha construido en Ecuador, Bolivia, Venezuela y Colombia. Donde el “Mariscal de Ayacucho”, como Bolívar, suele ser retratado como una persona que resaltaría por su humanidad y sentido de la justicia. Ante ello, se hace imposible intentar conciliar la imagen heroica de unos próceres idealizados con aquella otra presente en las atrocidades de Pasto, en tanto que la muestra evidente de los terribles acontecimientos de la Campaña del Sur en zonas como Pasto, estarían siendo una negación a esta impresión (que se narra en los de los textos de historia oficial de Venezuela, Colombia y el resto de Países bolivarianos) de que los actos de la guerra independentista posteriores a 1820 en América se habrían hecho bajo el civilizado espíritu del Tratado de Regularización (asociado a los aparentes ideales de Bolívar y Sucre), cuando de hecho, se habría repetido, tan solo 2 meses después, el círculo vicioso de eliminación mutua, en la que Bolívar (como un experto de la diplomacia) defendió sin reparos las atroces acciones contra la ciudad de Pasto como una necesidad en el contexto de la guerra y la "causa americana", echándole la culpa al pueblo pastuso de la respuesta de Sucre y esforzándose en presentar los hechos a los extranjeros internacionales como una gesta épica, omitiendo maquiavélicamente los incómodos detalles (como las violaciones, saqueos de propiedades, destrucción de bienes o el asesinato en masa) por motivos de propaganda y se evite distraer a los lectores del "verdadero" sentido político del suceso. Implantándose finalmente una narrativa inexacta en las universidades, pero cumpliendo su rol propagandístico buscado por Bolívar y los patriotas, de que fue una violencia necesaria , y/o que jamás fueron crueles con el “ingrato y pérfido” pueblo pastuso, cometiéndose omisión de la voluntad de castigo o del uso del recurso de la crueldad instrumental contra la población civil, para narrarlo como un hecho donde se presentaron virtudes de valor, heroicidad y generosidad. Habiendo censuras o condenaciones hacia autores, como Sañudo o Salvador de Madariaga, por mostrar este lado del Bolívar histórico, con su voluntad de crueldad hacia el enemigo, que estaría en conflicto con el mito de Bolívar construido por el gobierno y su aura mítica de civilidad y heroísmo idealizado.